# 葉公超
葉 公超（よう こうちょう、イェ・ゴンチャオ、1904年10月20日〈光緒30年9月12日〉 - 1981年〈民国67年〉11月20日）は、中華民国の学者、外交官。清華大学や北京大学教授を務め、中華民国外交部長、駐米大使に就任した。名は崇智であるが、一般に字の公超で知られる。祖籍は広東省広州府番禺県。

## 出生
1904年、江西省九江府にて出生。父を早く亡くしたことから叔父の葉恭綽に養育されて成長した。1920年にアメリカに留学し、ベイツ大学およびアマースト大学を卒業。さらにイギリスに留学し、ケンブリッジ大学を卒業。「文学の天才、外交の奇才」と呼ばれ、T・S・エリオットとはイギリス留学中に師弟関係であり友人関係であったことから、彼を国内に紹介した一人にもなった。

## 外交官時代
1942年から中華民国の外交官として英国大使館に勤めていたが、1950年に蔣介石の命を受けて胡適の後任として外交部長に就任。1952年4月、中華民国と日本との間で結ばれた日華平和条約に、中華民国全権委員として調印した。また1954年3月にはアメリカとの間で米華相互防衛条約の調印を行った。1958年、駐米大使として着任するが、モンゴル人民共和国の国連加盟問題で蔣介石と路線が合わなくなり、1961年に帰国。帰国後は閑職に追いやられた上、長期にわたって監視されることとなった。

## 晩年
晩年、詩や書画に心酔し、また優れた見解を持つようになる。1981年、台北にて逝去。親友でもあった陳香梅（クレア・リー・シェンノート夫人）が、追悼文と哀悼の詩を贈っている。
| 先代傅秉常 | 外交部長（代理）1949年5月 - 6月 | 次代胡適 |

| 先代胡適 | 外交部長1949年10月 - 1958年7月 | 次代黄少谷 |